# Val Bisoglio
Val Bisoglio (* 7. Mai 1926 in New York City, New York; † 18. Oktober 2021 in Los Olivos, Kalifornien) war ein US-amerikanischer Schauspieler.

## Leben
Bisoglio begann seine Schauspielkarriere in den 1960er Jahren auf den Bühnen New Yorks, unter anderen wirkte er am Broadway in Wait Until Dark mit. Danach war er in Fernsehserien wie Bonanza, Der Chef und Miami Vice zu sehen. Bekannt wurde er vor allem durch seine Rolle als Restaurantbesitzer Danny Tovo in der Krimiserie Quincy, die er zwischen 1976 und 1983 in insgesamt 138 Episoden darstellte. Im Kino übernahm er seinen vielleicht bekanntesten Auftritt als arbeitsloser Vater von John Travolta im Kinofilm Saturday Night Fever (1977). Bisoglio war in seinen Rollen meistens auf italoamerikanische Charaktere festgelegt. Zuletzt stand er 2002 für die Fernsehserie Die Sopranos in drei Folgen in der Rolle des dementen Gangsters Murf Lupo vor der Kamera.

## Filmografie (Auswahl)
- 1963: Die lässige Welt (The Cool World)
- 1968: Bizarre Morde (No Way to Treat a Lady)
- 1968: Bonanza (Fernsehserie, 1 Folge)
- 1970: Sticky My Fingers… Fleet My Feet (Kurzfilm)
- 1971: Mary Tyler Moore (Fernsehserie, 1 Folge)
- 1971: Die Partridge Familie (Fernsehserie, 1 Folge)
- 1972: All in the Family (Fernsehserie, 2 Folgen)
- 1972–1974: Der Chef (Fernsehserie, 3 Folgen)
- 1973: Der Don ist tot (The Don Is Dead)
- 1973: Serpico
- 1974: Kojak – Einsatz in Manhattan (Fernsehserie, 2 Folgen)
- 1974/1977: Detektiv Rockford – Anruf genügt (Fernsehserie, 2 Folgen)
- 1975: Der Tag der Abrechnung (St. Ives)
- 1975: Die Hindenburg (The Hindenburg)
- 1976–1983: Quincy (Fernsehserie, 138 Folgen)
- 1977: Starsky & Hutch (Fernsehserie, 1 Folge)
- 1977: Saturday Night Fever
- 1979: Ein Rabbi im Wilden Westen (The Frisco Kid)
- 1981/1982: M*A*S*H (Fernsehserie, 3 Folgen)
- 1982: Ein Colt für alle Fälle (Fernsehserie, 1 Folge)
- 1986: Miami Vice (Fernsehserie, 1 Folge)
- 1992: Alles Okay, Corky? (Fernsehserie, 1 Folge)
- 2002: Die Sopranos (Fernsehserie, 3 Folgen)